# Gibson ES-175
Gibson ES-175 je lubová kytara vyráběná firmou Gibson Guitar Corporation. V současné době se stále vyrábí. Je to jedna z nejslavnějších jazzových kytar v historii.[zdroj⁠?!]
Poprvé se objevila v roce 1949, jako Gibson střední úrovně. Byla alternativou k modelu L-5 a také elektrickou obdobou verze L-4. Její první verze obsahovala jeden snímač single coil P-90 umístěný u krku. Začátkem února 1957 byl představen model s humbuckery, který si pro svůj plný tón získal velikou oblibu. Mnoho jazzových kytaristů používá tento model aby se co nejblíže přiblížili zvuku Wese Montgomeryho. V roce byl vpuštěn do světa signature model kytaristy Herb Ellise ES-165 vycházející právě z ES-175.
Označení 175 pochází z původní ceny prvního ES, která byla stanovena na 175 dolarů.
Gibson ES-175 je vybaven knoflíkem hlasitosti a tónu a to pro každý snímač zvlášť.

## Umělci
Umělci, kteří hráli na tento model kytary:
- B. B. King
- Derek Bailey
- Herb Ellis
- Howard Roberts
- Izzy Stradlin
- Jim Hall
- Joe Pass
- Keith Richards
- Kenny Burrell
- Pat Metheny
- Rudy Linka
- Steve Howe
- Wes Montgomery